# Le Nouveau Magazine Littéraire
Le Nouveau Magazine Littéraire è una rivista di critica letteraria e recensioni librarie, il cui sottotitolo è le journal des livres et des écrivains, fondata nel 1966 da Jean-Jacques Brochier, poi diretta da Jean-Louis Hue, e da Joseph Macé-Scaron. Il suo redattore capo è Laurent Nunez. Dal 2012 ha lanciato una collana, chiamata Nouveaux regards.
Presenta in ogni numero un "Dossier" su uno scrittore, un filosofo o di un movimento letterario, spesso ospita interviste, critiche, dibattiti, e un calendario degli eventi letterari (festival, letture, conferenze, presentazioni di libri ecc.), più raramente qualche pagina di inediti.
Verso la fine del 2017, l'imprenditore Xavier Niel, congiuntamente ad altri tre azionisti, acquisisce il 40% della azioni della rivista, la quale viene ridenominata Le Nouveau Magazine Littéraire e la cui prima uscita è avvenuta il 1º dicembre 2017.

## Elenco dei numeri deLe Magazine Littéraire

### 1966
- 1 – Stendhal
- 2 – Littérature beatnik

### 1967
- 3 – Albert Camus
- 4 – Hemingway
- 5 – Sartre
- 6 – Robbe-Grillet
- 7 – Zola
- 8 – Roger Vailland
- 9 – Littérature populaire
- 10 – Aragon
- 11 – Malraux
- 12 – Freud
- 13 – Littérature érotique

### 1968
- 14 – André Gide
- 15 – Brecht
- 16 – Surréalisme
- 17 – Boris Vian
- 18 – Mai 1968 - Nouveaux idéologues
- 19 – Les Anarchistes
- 20 – Le roman policier
- 21 – Sade
- 22 – Mauriac
- 23 – Apollinaire
- 24 – Maupassant

### 1969
- 25 – Napoléon
- 26 – Céline
- 27 – Genet
- 28 – Montherlant
- 29 – Françoise Sagan
- 30 – Mao Tsé Toung
- 31 – Science-Fiction
- 32 – Kessel
- 33 – Giraudoux
- 34 – Littérature et drogue
- 35 – Beckett

### 1970
- 36 – Bernanos
- 37 – Livres et censure
- 38 – Cocteau
- 39 – Simone de Beauvoir
- 40 – Bazin
- 41 – Littérature et cinéma
- 42 – Colette
- 43 – Le roman d'espionnage
- 44 – Le livre de poche
- 45 – Bataille
- 46 – De Gaulle
- 47 – La poésie française

### 1971
- 48 – Alfred Jarry
- 49 – La littérature soviétique
- 50 – La Commune
- 51 – Proust
- 52 – Arsène Lupin
- 53 – Claudel
- 54 – Malraux-Vilar
- 55/56 – Sartre
- 57 – Les romans de la rentrée
- 58 – Lévi-Strauss
- 59 – Nizan

### 1972
- 60 – L'Amérique révoltée
- 61 – Antonin Artaud
- 62 – Comment s'écrit l'Histoire
- 63 – L'humour en France
- 64 – André Breton
- 65 – Sollers - Tel Quel
- 66 – Littérature fantastique
- 67/68 – Camus
- 69 – Julien Green
- 70 – Henry Miller
- 71 – Littérature et prisons

### 1973
- 72 – Alexandre Dumas
- 73 – Arthur Rimbaud
- 74 – Wilhelm Reich
- 75 – Jean Giono
- 76 – L'Occitanie
- 77 – Éluard
- 78 – Le roman noir
- 79/80 – Malraux
- 81 – Ionesco
- 82 – Marx
- 83 – Les écrivains de la droite

### 1974
- 84 – Victor Hugo insolite
- 85 – Henri Michaux
- 86 – Soljenitsyne
- 87 – Boris Vian
- 88 – La nouvelle science-fiction
- 89 – Aragon
- 90 – Les écrivains de la mer
- 91/92 – Le surréalisme
- 93 – Rousseau
- 94 – Queneau
- 95 – La bande dessinée

### 1975
- 96 – Mallarmé
- 97 – Roland Barthes
- 98 – Spiritualisme, contre-culture
- 99 – Marcel Pagnol
- 100 – Casanova
- 101 – Michel Foucault
- 102 – Les écrivains et le voyage
- 103-104 – Sartre dans son histoire
- 105 – Thomas Mann
- 106 – Saint-John Perse
- 107 – Georges Simenon

### 1976
- 108 – Gustave Flaubert
- 109 – Freud
- 110 – Michel Butor
- 111 – Christiane Rochefort
- 112/113 – Les Mouvements des idées Mai 1968-Mai 1976
- 114 – Sade
- 115 – Le roman d'aventure
- 116 – Tout Céline
- 117 – Heidegger
- 118 – René Char - supplément Belgique
- 119 – Jules Verne

### 1977
- 120 – Balzac
- 121 – Jacques Lacan
- 122 – Écologie
- 123 – La nouvelle Histoire
- 124 – Marcel Aymé
- 125 – URSS: les écrivains de la dissidence
- 126 – R.L. Stevenson
- 127/128 – 20 ans de philosophie en France
- 130 – Ernst Jünger
- 129 – Paul Morand
- 131 – Gurdjieff

### 1978
- 132 – Émile Zola
- 133 – Faulkner
- 134 – Dostoïevski - supplément Québec
- 135 – Kafka
- 136/137 – Le romantisme
- 138 – Michel Tournier
- 139 – La fin des utopies
- 140 – La poésie française 1968-1978
- 141 – Nietzsche - supplément Suisse romande
- 142 – Graham Greene
- 143 – Drieu La Rochelle

### 1979
- 144 – Proust
- 145 – Simone de Beauvoir
- 146 – Écrivains allemands: Böll, Grass, Handke, Walser
- 147 – Albert Cohen
- 148 – Borges
- 149 – Le retour du Sacré
- 150 – Contes et mémoires du peuple
- 151/152 – Écrivains d'Amérique latine
- 153 – Marguerite Yourcenar
- 154 – Cette science humaine: la guerre
- 155 – Jacques Prévert

### 1980
- 156 – Maupassant
- 157 – Burroughs, Ginsberg, Kerouac la Beat Generation
- 158 – Marguerite Duras
- 159/160 – Les héritiers de Freud
- 161 – Joyce - Supplément Suisse romande
- 162 – Giono
- 163 – De l'amour...
- 164 – Où en est l'Histoire
- 165 – La littérature italienne
- 166 – Les écrivains communistes et le P.C.F.
- 167 – Ethnologie, littérature, sociétés

### 1981
- 168 – Théories du terrorisme
- 169 – Mishima
- 170 – La littérature espagnole
- 171 – Valery Larbaud
- 172/173 – Les enjeux de la science
- 174 – Jean Genet
- 175 – Autour de la folie
- 176 – Figures de Sartre - supplément Lyon
- 177 – Les romancières anglaises
- 178 – Gabriel García Márquez
- 179 – Julien Gracq

### 1982
- 180 – Femmes, une autre écriture
- 181 – Le réveil de l'Islam
- 182 – Boris Vian
- 183 – L'Intellectuel et le Pouvoir
- 184 – Robert Musil
- 185 – Les écrivains de Montmartre
- 186 – Les maladies mortelles de la littérature
- 187 – Les écrivains brésiliens
- 188 – Paul Valéry
- 189 – Georges Duby
- 190 – Berlin

### 1983
- 191 – Stendhal
- 192 – 100 ans de critique littéraire
- 193 – Georges Perec
- 194 – Spécial Polar
- 195 – L'Afrique noire d'expression française
- 196 – Nathalie Sarraute
- 197 – La littérature et la mort
- 198 – Raymond Aron
- 199 – Jean Cocteau
- 200/201 – Sciences humaines: la crise
- 202 – George Orwell

### 1984
- 203 – Blaise Cendrars
- 204 – Diderot
- 205 – Vienne
- 206 – Antonin Artaud
- 207 – Foucault
- 208 – Géopolitique et stratégie
- 209 – La littérature et le mal
- 210 – Proust
- 211 – Raymond Chandler
- 212 – Fernand Braudel
- 213 – Le surréalisme

### 1985
- 214 – Victor Hugo
- 215 – François Mauriac
- 216/217 – Spécial Japon
- 218 – Les enjeux de la biologie
- 219 – Venise des écrivains
- 220 – Michaux
- 221 – La littérature et l'exil
- 222 – Henry James
- 223 – Lévi-Strauss
- 224 – Littératures du Nord
- 225 – Dix ans de philosophie en France

### 1986
- 226 – Michel Tournier
- 227 – La France fin de siècle
- 228 – Raymond Queneau
- 229 – Georges Dumézil
- 230 – Londres
- 231 – Beckett
- 232 – Les écrivains de l'Apocalypse
- 233 – Vladimir Nabokov
- 234 – Malraux
- 235 – Heidegger
- 236 – Tocqueville

### 1987
- 237 – Italie aujourd'hui
- 238 – Voltaire
- 239/240 – Idéologies: le grand chambardement
- 241 – Conan Doyle
- 242 – Littérature chinoise
- 243 – Georges Bataille
- 244 – Littérature et mélancolie
- 245 – Stefan Zweig
- 246 – Proust
- 247 – 50 ans de poésie française
- 248 – Le rôle des intellectuels

### 1988
- 249 – Federico García Lorca
- 250 – Flaubert et ses héritiers
- 251 – Écrivains arabes
- 252/253 – Écrits intimes
- 254 – André Breton
- 255 – Les écrivains de Prague
- 256 – Les suicidés de la littérature
- 257 – Gilles Deleuze
- 258 – La Révolution française
- 259 – Jorge Luis Borges
- 260 – Francis Ponge

### 1989
- 261 – Albert Cohen
- 262 – Umberto Eco
- 263 – URSS la perestroïka dans les lettres
- 264 – L'individualisme
- 265 – Littératures allemandes
- 266 – Colette
- 267/268 – Les passions fatales
- 269 – Les Frères Goncourt
- 270 – Boris Vian - supplément Bordeaux
- 271 – Freud
- 272 – William Faulkner

### 1990
- 273 – Baudelaire
- 274 – Italo Calvino
- 275 – Virginia Woolf
- 276 – Albert Camus
- 277 – Barcelone
- 278 – Marguerite Duras
- 279 – Le Nihilisme
- 280 – Jean Starobinski
- 281 – États-Unis: 30 ans de littérature
- 282 – Sartre
- 283 – Marguerite Yourcenar

### 1991
- 284 – Sade écrivain
- 285 – Retour aux Latins
- 286 – Jacques Derrida
- 287 – Witold Gombrowicz
- 288 – Les énervés de la Belle Époque
- 289 – Arthur Rimbaud
- 290 – La solitude
- 291 – Fernando Pessoa
- 292 – Louis-Ferdinand Céline
- 293 – Hegel
- 294 – Roger Vailland

### 1992
- 295 – George Sand
- 296 – 1492, l'invention d'une culture
- 297 – Joseph Conrad
- 298 – Nietzsche
- 299 – Tchekhov
- 300 – L'âge du baroque
- 301 – Chagrins d'amour
- 302 – Michel Leiris
- 303 – Montaigne
- 304 – Louis Althusser
- 305 – La droite, idéologies et littérature

### 1993
- 306 – André Gide
- 307 – La nouvelle histoire de France
- 308 – Rainer Maria Rilke
- 309 – Kant
- 310 – Guy de Maupassant
- 311 – Lévi-Strauss
- 312 – La fin des certitudes
- 313 – Jean Genet
- 314 – Roland Barthes
- 315 – Jacques Lacan
- 316 – Georges Perec

### 1994
- 317 – Céline, Voyage au bout de la nuit
- 318 – Hermann Hesse
- 319 – Rabelais
- 320 – L'existentialisme
- 321 – Paul Verlaine
- 322 – Aragon
- 323 – La haine
- 324 – Marx
- 325 – Michel Foucault
- 326 – Ernst Jünger
- 327 – Cioran

### 1995
- 328 – Schopenhauer
- 329 – Jean Giono
- 330 – Espagne, une nouvelle littérature
- 331 – Les Éducations sentimentales
- 332 – Paris des écrivains
- 333 – Vladimir Jankélévitch
- 334 – Les Exclus, littérature, histoire, sociologie
- 335 – Ionesco
- 336 – Dino Buzzati
- 337 – Hannah Arendt
- 338 – Paul Auster

### 1996
- 339 – Philosophie, nouvelle passion
- 340 – René Char
- 341 – F. Scott Fitzgerald
- 342 – Descartes, les nouvelles lectures
- 343 – Oscar Wilde
- 344 – La planète polar
- 345 – Le souci, éthique de l'individualisme
- 346 – Thomas Mann et les siens
- 347 – André Malraux
- 348 – Guillaume Apollinaire
- 349 – L'Univers des bibliothèques
- Hors Série – La passion des idées

### 1997
- 350 – Les vies de Proust
- 351 – Stefan Zweig
- 352 – Ludwig Wittgenstein
- 353 – L'errance
- 354 – Les écrivains cinéastes
- 355 – Jacques Prévert
- 356 – L'Enfer
- 357 – Rousseau
- 358 – Cervantès
- 359 – France-Allemagne
- 360 – Giraudoux

### 1998
- 361 – Les nouvelles morales
- 362 – J.M.G. Le Clézio
- 363 – Les enjeux de la tolérance
- 364 – Henri Michaux
- 365 – Éloge de la révolte
- 366 – Chateaubriand, le génie du romantisme
- 367 – La faute, le retour de la culpabilité
- 368 – Mallarmé, la naissance de la modernité
- 369 – Pierre Bourdieu: l'intellectuel dominant ?
- 370 – Spinoza, un philosophe pour notre temps
- 371 – Les libertins, séduction et subversion

### 1999
- 372 – Samuel Beckett raconté par les siens
- 373 – Balzac
- 374 – Darwin, les nouveaux enjeux de l'évolution
- 375 – Goethe
- 376 – Jorge Luis Borges
- 377 – Hemingway
- 378 – Écrire la guerre (n° double)
- 379 – Nabokov, l'enchanteur
- 380 – Le renouveau de la philosophie politique
- 381 – Günter Grass, du Tambour au prix Nobel
- 382 – Modernité du Moyen Âge, Vive l'An 1000 !

### 2000
- 383 – Nietzsche, contre le nihilisme
- 384 – Pour Sartre - une philosophie par ruptures
- 385 – Écrivains du Portugal
- Hors-Série n°1 – Freud et ses héritiers
- 386 – Bergson
- 387 – La renaissance de l'utopie
- 388 – La Pataphysique, histoire d'une société très secrète
- 389 – La tentation du bonheur
- 390 – Paul Ricœur
- 391 – Diderot en liberté
- Hors-Série n°2 – Le siècle de Proust
- 392 – La relève des Avant-Gardes
- 393 – Shakespeare

### 2001
- 394 – Le retour des sceptiques
- 395 – Bernard-Marie Koltès
- 396 – la nouvelle poésie francaise
- 397 – L'énigme Machiavel
- 398 – L'Oulipo, la littérature comme jeu
- 399 – Guy Debord et l'aventure situationniste
- 400 – Éloge de l'ennui
- 401 – Flaubert, l'invention du roman moderne
- 402 – Alain Robbe-Grillet
- Hors-Série n° 3 – Nietzsche
- 403 – La phénoménologie aujourd'hui
- 404 – Les écrivains rock

### 2002
- 405 – Victor Hugo
- 406 – L'effet Deleuze
- 407 – L'Italie aujourd'hui
- 408 – Walter Benjamin
- 409 – Les écritures du Moi
- 410 – Raymond Roussel et les excentriques
- 411 – La dépression
- 412 – Alexandre Dumas, 200 ans après
- 413 – Émile Zola - L'autre visage
- Hors-Série n°4 – Louis-Ferdinand Céline
- 414 – Philosophie et Art. La fin de l'esthétique ?
- 415 – Kafka le rebelle

### 2003
- 416 – Leibniz, philosophe de l'universel
- 417 – Sur les traces de Simenon
- 418 – Baudelaire. Nouvelles lectures des Fleurs du Mal
- 419 – Emmanuel Lévinas
- 420 – Écrivains de Saint-Pétersbourg
- 421 – Yves Bonnefoy
- 422 – L'angoisse
- 423 – Cocteau
- 424 – L'énigme Blanchot
- Hors-Série n°5 – Claude Lévi-Strauss
- 425 – Les Épicuriens
- 426 – Littérature et homosexualité

### 2004
- 427 – Homère
- 428 – La Psychanalyse - Nouveaux enjeux, nouvelles pratiques
- 429 – La Chine, de Confucius à Gao Xingjian
- 430 – Jacques Derrida
- 431 – George Sand
- 432 – Les écrivains voyageurs
- 433 – Éloge de la paresse
- 434 – Artaud l'insurgé
- 435 – Michel Foucault, une éthique de la vérité
- 436 – La pensée libertaire – Le refus du pouvoir de Diogène aux Altermondialistes
- 437 – Virginia Woolf, fragments de vie

### 2005
- 438 – La littérature et les camps
- 439 – Saint Augustin - La passion de la philosophie
- 440 – La littérature russe de Pouchkine à Soljenitsyne
- 441 – Stendhal, la poursuite du bonheur
- 442 – Les correspondances d'écrivains
- 443 – New-York et ses écrivains
- 444 – La paranoïa du bonheur de se croire persécuté
- 445 – Penser le monde d'aujourd'hui
- 446 – Dada, l'esprit de révolte de Tristan Tzara à Guy Debord
- 447 – Platon, l'invention de la philosophie
- 448 – La Bible, le Livre des écrivains

### 2006
- 449 – Histoire de la psychanalyse à travers le monde
- 450 – Le Siècle des Lumières
- 451 – 2006: année des Francophonies - Défense et illustration des langues françaises
- 452 – Marguerite Duras - Visages d'un mythe
- 453 – Albert Camus - Penser la révolte
- 454 – George Steiner la culture contre la barbarie
- 455 – Le désir des sagesses antiques à l'individualisme moderne
- 456 – Herman Melville ou l'art du naufrage
- 457 – Les nouveaux enjeux de la philosophie
- 458 – Les vies de Madame Bovary
- 459 – 40 ans

### 2007
- 460 – Truman Capote, une icône américaine
- 461 – Les Stoïciens
- 462 – L'Inde
- 463 – Søren Kierkegaard, philosophe et dandy
- 464 – Un autre regard sur Montaigne
- 465 – Julien Gracq, le dernier des classiques
- 466 – La bêtise, une invention moderne
- 467 – 60 ans de romans sur le nazisme, d'Albert Camus à Jonathan Littell
- 468 – Les querelles entre philosophes
- 469 – Blaise Pascal
- 470 – Les enfers du sexe

### 2008
- 471 – Simone de Beauvoir
- 472 – Aristote
- 473 – Littérature et psychanalyse
- 474 – Du Livre aux livres: Les juifs et la littérature
- 475 – Claude Lévi-Strauss, le penseur du siècle
- 476 – Les romancières anglaises, de Jane Austen à Zadie Smith
- 477 – L'humour
- 478 – Voltaire
- 479 – Marx
- 480 – Littérature et gastronomie
- 481 – Ce que nous disent les mystiques

### 2009
- 482 – Barthes refait signe
- 483 – Le roman de la nouvelle Amérique
- 484 – Gide
- 485 – L'esprit des bêtes
- 486 – Stefan Zweig
- 487 – Socrate
- 488 – La Méchanceté
- 489 – Arthur Rimbaud
- 490 – Patrick Modiano
- 491 – Confucius

### 2010
- 493 – Spinoza
- 494 – Dumas
- 495 – Dostoïevski
- 496 – Proust retrouvé
- 497 – Les écrivains du Grand Siècle
- 498 – Derrida en héritage
- 499 – Le doute
- 500 – Les romancières françaises
- 501 – Le plaisir
- 502 – Tolstoï
- 503 – Jean Genet

### 2011
- 504 – La morale
- 505 – Céline
- 506 – Les littératures nordiques
- 507 – Kundera en Pléiade
- 508 – Cioran
- 509 – Balzac
- 510 – La solitude
- 511 – Rabelais
- 512 – Le mystère Maupassant
- 513 – Duras
- 514 – Rousseau

### 2012
- 515 – Saint-Simon
- 516 – Les écrivains et l'occupation
- 517 – La littérature japonaise
- 518 – Virginia Woolf
- 519 – Le polar aujourd'hui
- 520 – Jorge Luis Borges
- Hors-Série n°1 – Albert Camus
- 521 – Eloge du voyage
- 522 – Dix grandes voix de la littérature étrangère
- 523 – Raymond Queneau
- 524 – Ce que la littérature sait de la folie
- 525 – Ce que la littérature sait de la mort
- 526 – Ce que la littérature sait de l'autre

### 2013
- 527 – J. R. R. Tolkien
- 528 – Tennessee Williams
- 529 – Le vampire
- 530 – L'écriture de soi
- 531 – Stefan Zweig
- 532 – Les Romancières Américaines
- 533 – La trahison
- 534 – Dix grandes voix de la littérature étrangère
- 535 – Marcel Proust
- 536 – Jean Cocteau
- 537 – Denis Diderot
- 538 – Stendhal

### 2014
- 539 – Franz Kafka
- 540 – Foucault
- 541 – Le Cynisme (nouvelle formule)
- 542 – William Burroughs
- 543 – Tout sur leur mère
- 544 – Fictions de la psychanalyse
- 545 – Faites vos jeux!
- Hors-Série n°1 – Penser méditer rêver
- 546 – Écrivains et livres de la rentrée
- 547 – Que reste-t-il de Sagan ?
- 548 – Le dernier Baudelaire
- 549 – Que faire de Sade
- 550 – Yourcenar vraiment immortelle

### 2015
- 551 – Génies de Pasolini
- 552 – Le roman Gothique
- 553 – Je suis Voltaire
- 554 – Victor Hugo
- 555 – Les pervers
- 556 – Série noire
- 557/558 – L'apocalypse
- 559 – Les romans de la rentrée
- 560 – La déchirure Française
- 561 – Pascal
- 562 – Spécial beaux livres

### 2016
- 563 – Le match, Shakespeare Cervantès
- 564 – La littérature contre le Mal
- 565 – L'affaire Œdipe
- 566 – Où en sont les féministes
- 567 – Écrivains, leurs séries cultes
- 568 – La surprise Bojangles
- 569/570 – Le post-humanisme
- 571 – Les romans de la rentrée
- 572 – Les meilleurs romans étrangers
- 573 – Verlaine, Rimbaud, un couple scandaleux

### 2017
- 575 – Molière
- 576 – Que faire de Heidegger ?
- 577 – Romain Gary
- 578 – Le judéo-christianisme, grandeur ou décadence
- 579 – Georges Perec
- 580 – Méditerranée
- 581/582 – Trente classiques pour penser le monde
- 583 – L'esprit de résistance
- 584 – Homère
- 585/586 – Spinoza

## Elenco dei numeri deLe Nouveau Magazine Littéraire

### 2018
- 1 – L'utopie aujourd'hui - La Boétie
- 2 – #MeToo - Antigone
- 3 – Mai 68 - Ubu
- 4 – Enquête sur la doctrine GAFA
- 5 – Libres contre toutes les tyrannes - Ils réinventent l'Europe
- 6 – L'homme et l'animal
- 7/8 – Vivre sans Dieu - Péguy
- 9 – Les romans de la rentrée
- 10 – Le capitalisme ne répond plus - Apollinaire
- 11 – Les menteurs - Soljenitsyne
- 12 – Le vrai Mahomet

### 2019
- 13 – Les 35 penseurs qui influencent le monde - Oscar Wilde
- 14 – La langue française
- 15 – Pourquoi tant de haines ? - Les écrivains de la mer